# Dafne Schippersbrug
De Dafne Schippersbrug is een fiets- en voetgangersbrug over het Amsterdam-Rijnkanaal in Utrecht. Deze brug ligt in de kortste fietsroute tussen Utrecht Centrum aan de oostzijde en het geografische midden van de Utrechtse wijk Leidsche Rijn en de woonplaats De Meern aan de westzijde. Deze speciaal aangelegde 6 km lange route begint op het Utrechtse Domplein, loopt via onder andere de buurt Oog in Al en eindigt in De Meern. Voorheen moesten fietsers in deze richtingen gebruik maken van hetzij de 1 km noordelijker gelegen Hogeweidebrug, hetzij de 1 km zuidelijker gelegen De Meernbrug. Omdat de route via de Dafne Schippersbrug geheel door woongebieden loopt, is deze vanuit oogpunt van sociale veiligheid aantrekkelijker dan andere routes.
Dafne Schippers, naar wie deze brug is genoemd, is een bekende Nederlandse atlete die in de (aan de brug grenzende) Utrechtse buurt Oog in Al opgroeide. Zij opende de brug officieel op 13 mei 2017. De feitelijke ingebruikneming had al plaatsgevonden op 3 april van dat jaar.
De brug is ontworpen door de ingenieursbureaus Uytenhaak, NEXT architects, Bureau B+B stedebouw en landschapsarchitectuur, Arup, Pieters Bouwtechniek, DWA en Vitruvius Bouwkostenadvies, en gebouwd onder verantwoordelijkheid van het aannemersbedrijf Strabag.
Bijzonder is dat de oostelijke oprit van de brug over het dak van een school gaat die daar tegelijk met de brug is gebouwd. Een eervolle vermelding kreeg deze brug bij de toekenning van de Betonprijs in 2017.
Abel Tasmanbrug ·
Abstederbrug ·
Bakkerbrug ·
Bartholomeusbrug · 
Bezembrug · 
Bijlhouwersbrug ·
Brigittenbrug ·
Colignybrug ·
Dafne Schippersbrug ·
David van Mollembrug ·
Demka-spoorbrug ·
Driftbrug ·
Gaardbrug ·
Galecopperbrug · 
Gasthuismolenbrug ·
Geertebrug ·
Gildbrug · 
Goethebrug ·
Griftbrug ·
Hamburgerbrug ·
Herenbrug · 
Hogeweidebrug ·
Industriehavenbrug ·
Jacobibrug ·
Jan Pieterszoon Coenbrug ·
Jansbrug ·
Jansdambrug ·
Jeremiebrug ·
Julianabrug (Minstroom) ·
Jutphasebrug ·
Jutphasespoorbrug ·
J.M. de Muinck Keizerbrug ·
Kalisbrug ·
Krommerijnbrug ·
Lauwerechtbrug ·
Lucasbrug ·
Maarsbergerbrug ·
Maartensbrug ·
Magdalenabrug ·
Maliebrug ·
Marga Klompébrug ·
Marksbrug ·
Marnixbrug ·
Meernbrug ·
Minbrug ·
Monicabrug · 
Moreelsebrug ·
Muntbrug ·
Muntsluisbrug ·
Museumbrug ·
Noorderbrug ·
Oorsprongbrug ·
Oranjebrug ·    
Paulusbrug ·
Pausdambrug ·
Pietersbrug ·
Plompetorenbrug ·
Prins Clausbrug · 
Quintijnsbrug ·
Rode brug ·
Servaasbrug ·
Sint Martinusbrug ·
Smeebrug ·
Socratesbrug ·
Spinozabrug ·
Stadhuisbrug ·
Stammetsbrug ·
Stenenbrug ·
Tolsteegbrug ·
Vaaltbrug ·
Vaartscherijnbrug ·
Van Asch van Wijckbrug ·
Viebrug ·
Vleutensespoorbrug ·
Vollersbrug ·
Weerdbrug ·
Weesbrug ·
Werkspoorbrug ·
Werkspoorhavenbrug ·
Wittevrouwenbrug ·  
Zandbrug

Voormalige of in onbruik geraakte bruggen :
Brug met de twaalf gaten ·
Catharijnebrug · 
Hefbrug in de Kruisvaart ·
Julianabrug (Vaartsche Rijn) ·
Molenbrug · 
Smakkelaarsbrug ·
Vleutensebrug ·
Willemsbrug